# バンテン州

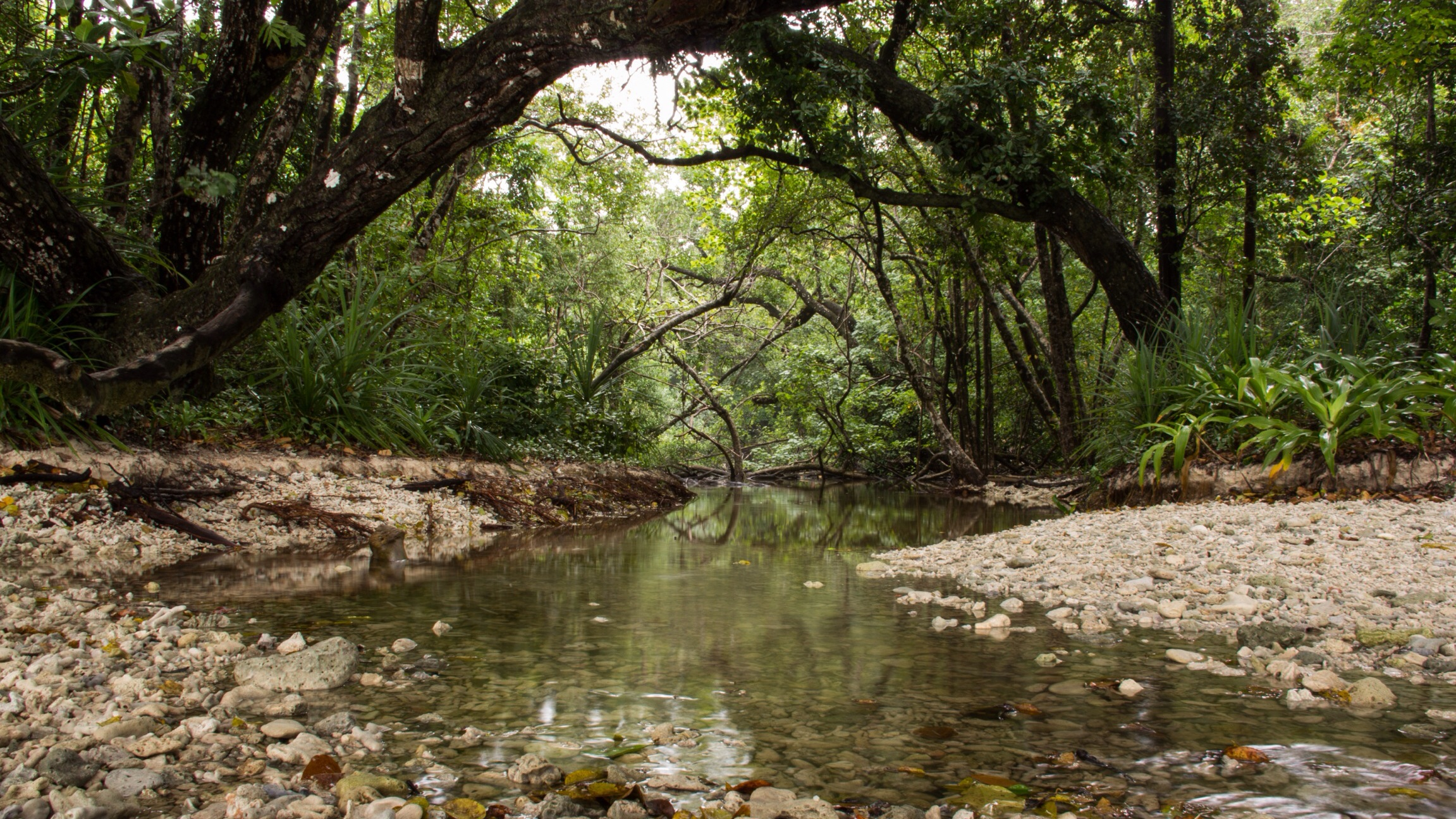
2014 年のウジュン クロン国立公園

バンテン州 (バンテンしゅう、インドネシア語: Banten) はジャワ島西部に位置するインドネシアの州。
州都はセラン。
2020年の人口は1190万4562人。
2000年に西ジャワ州から分離した。

## 歴史
16世紀より、イスラーム教国のバンテン王国が栄えた。当時のムスリム商人は、スマトラ島のアチェ王国などと往来し、ポルトガルの進出に対抗した。16世紀後半になると、明が海禁を解除したことを受けて、中国船の往来も増加した。16世紀末になると、スペインからの独立を図るオランダが、スペインの勢力下（本来はポルトガル領だが、当時はスペインがポルトガルを併合していた）にあるマラッカ海峡を回避して、スンダ海峡沿いのバンテンに寄港した。その後、この地にオランダは商館を設け、さらに東方のアンボイナ島にまで進出した。

## 行政区分
県:
1. セラン県
2. レバック県（英語版）
3. パンデグラン県（英語版）
4. タンゲラン県（英語版）

市:
1. チレゴン
2. セラン
3. タンゲラン
4. 南タンゲラン